# Menarini Monocar 201
Il Menarini Monocar 201 è un autobus prodotto dalla Carrozzeria Menarini su meccanica FIAT tra il 1979 e il 1989.

## Storia
Il Monocar 201 vede la luce verso la fine degli anni settanta. Con questo progetto, la Menarini progetta e produce l'intero veicolo, non sfruttando più telai Fiat ma lasciando a quest'ultima solo la parte meccanica, ossia motore e trasmissione. Sul Monocar 201 sono nettamente riscontrabili i vincoli Federtrasporti, caratteristica di molti altri autobus del periodo come l'Iveco Effeuno e l'Inbus U210.

## Versioni
Il Monocar 201, nei 10 anni di produzione, è stato rimaneggiato due volte (nel 1980 e nel 1984). Ecco le caratteristiche di ogni versione:

### Monocar 201/0
- Produzione: dal 1979 al 1980
- Lunghezze: 10,5 metri (N), 12 metri (L)
- Allestimenti: urbano (U), suburbano (S), extraurbano (I)
- Alimentazioni: gasolio

### Monocar 201/1
- Produzione: dal 1981 al 1984
- Lunghezze: 10,5 metri (N), 12 metri (L)
- Allestimenti: urbano (U), suburbano (S), extraurbano (I)
- Alimentazioni: gasolio, gasolio sovralimentato (S), filobus (F)

### Monocar 201/2
- Produzione: dal 1984 al 1989
- Lunghezze: 10,5 metri (N), 12 metri (L)
- Allestimenti: urbano (U), suburbano (S), extraurbano (I)
- Alimentazioni: gasolio, gasolio sovralimentato (S), filobus (F)

## Differenze fra le varie versioni
Esteticamente, fra il Monocar 201/0 e il Monocar 201/1 non vi sono grosse differenze, se non, in alcuni modelli di 201/1, con l'asportazione della classica mascherina nera posta sul muso fra i fanali atta a coprire una presa d'aria (che scompare nei modelli ove la mascherina è assente). Fra i due modelli la grossa differenza sta nella meccanica. Mentre il Monocar 201/0 monta un motore Fiat 8200.13, il Monocar 201/1 monta un più moderno (anche se all'udito la differenza è quasi impercettibile) motore Fiat 8220.10.

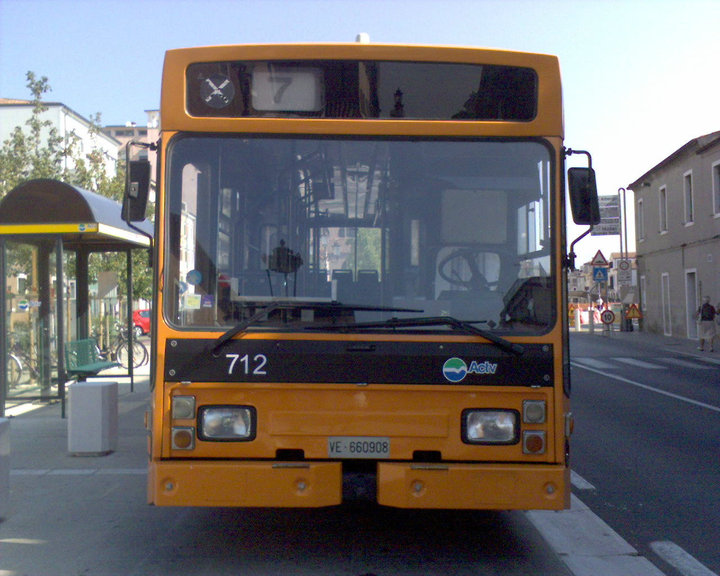
Autobus Menarini Monocar 201 dell'Actv Venezia n. 712 sulla linea 7 nel 2010

Col Monocar 201/2, invece, vi è una grossa differenza soprattutto a livello di estetica. Si cerca adesso di dare una linea più accattivante e moderna al modello; mentre le fiancate restano pressoché immutate (a parte l'adozione di una fascia nera che corre sopra i finestrini applicata sui veicoli di colore arancione, una sorta di moderna modanatura, e la modifica del finestrino autista, più grande degli altri nei modelli precedenti e di grandezza analoga agli altri nel Monocar 201/2), vengono modificati il frontale ed il retro.
Innanzitutto vengono adottati i classici fanalini Federtrasporti (di forma quadrata) applicati all'intera fanaleria posteriore e alle frecce e luci di posizione della fanaleria anteriore. Nel frontale va a scomparire del tutto la mascherina nera che era applicata su tutti i Monocar 201/0 e su alcuni 201/1, lasciando spazio al logo Menarini. Sul retro, oltre all'applicazione dei fanalini Federtrasporti, vi è lo spostamento del vano targa leggermente più in alto.

### La "Versione Lido" per ACTV Venezia
Un modello particolare di Monocar 201/1 NU si dovette realizzare appositamente per la linea 11 Actv del Lido di Venezia in quanto, avendo la necessità di essere caricato sul traghetto verso l'isola di Pellestrina vi era il rischio che a causa dell'inclinazione del pontone in caso di marea troppo bassa o troppo alta, l'autobus s'incastrasse tra la rampa e il pontone stesso. Questo tipo di Monocar 201/1 NU (detto Versione Lido) presentava assetto rialzato, passo accorciato e sbalzi aumentati: tutte le diciannove vetture prodotte risultano dismesse e demolite. Precedentemente e per lo stesso motivo suddetto, tutti gli autobus prima di essere instradati sulla linea 11, dovevano subire analoghe modifiche strutturali.

## Allestimenti

### Esemplari urbani

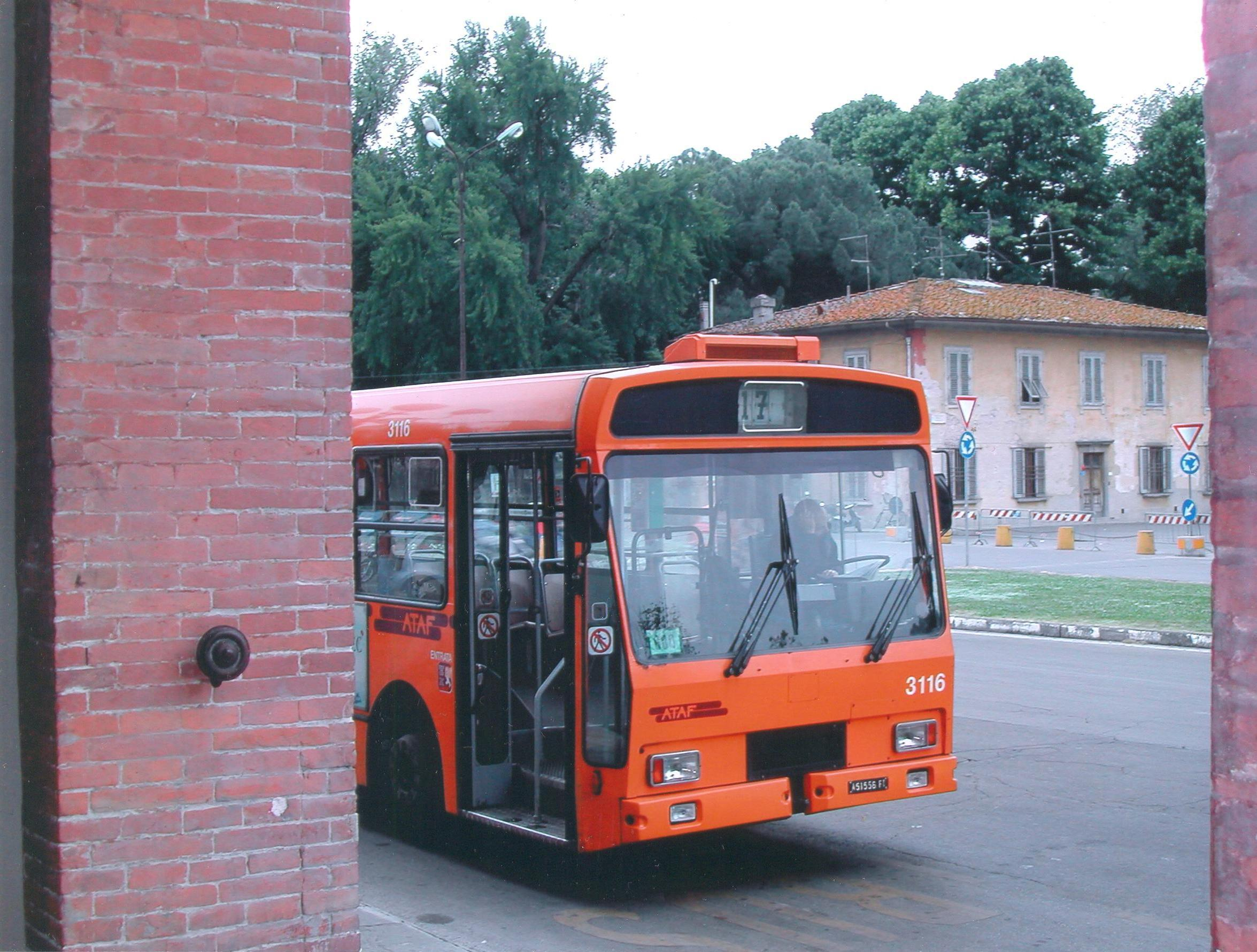
Menarini Monocar 201/0LU sulla linea 17 ATAF a Firenze

Le vetture con allestimento urbano presentano un numero limitato di posti a sedere (da 19 a 23); solitamente i sedili sono realizzati in formica oppure vetroresina. Le porte sono 3 o 4, sempre a libretto (ad eccezione di due prototipi).

### Esemplari suburbani
Le vetture con allestimento suburbano presentano un numero più elevato di posti a sedere; solitamente i sedili sono realizzati in vetroresina oppure imbottiti in panno o finta pelle. Gran parte degli esemplari è stata realizzata con due porte, tuttavia un ridotto quantitativo di vetture è stato equipaggiato con tre porte.
Alcuni esemplari di Monocar 201/2 LS sono stati prodotti in versione SLS. Questa sigla sta per Sovralimentato Lungo Suburbano.

### Esemplari interurbani
Le vetture con allestimento interurbano presentano un numero di posti a sedere fisso (53); i sedili, tutti rivolti verso il senso di marcia, sono imbottiti in panno e perlopiù dotati di poggiatesta. Le porte (sempre 2) possono essere ad apertura a libretto oppure ad espulsione (in alcuni casi, come presso l'ATC Bologna, la porta anteriore è rototraslante, ma solo nel primo lotto del 1985). Sulle prime serie, inoltre, la porta posteriore poteva avere dimensione maggiorata, mentre l'anteriore era sempre di larghezza ridotta.
Alcuni esemplari di Monocar 201 LI sono stati prodotti in versione SLI. Questa sigla sta per Sovralimentato Lungo Interurbano.
Soltanto sugli esemplari extraurbani di Monocar 201/1 è riscontrabile anche una modifica attuata sul muso delle vetture, dove è stata modificata la zona compresa fra paraurti e fanali rendendo di fatto un "blocco unico" l'intera zona del veicolo, un grande paraurti (nella maggioranza dei casi di colore grigio) che comprende anche i fanali e rispolvera anche la griglia di aerazione posta sul davanti che su alcuni modelli urbani e suburbani era celata dalla mascherina nera.

## Diffusione
Il Monocar 201, in virtù del suo lunghissimo periodo di commercializzazione, grazie alla sua versatilità e alla relativa economia di marcia, ha conosciuto una grande diffusione in tutta Italia.
Grandi quantitativi di Monocar 201 hanno prestato servizio a Firenze Bologna, Roma e Venezia; è stato molto diffuso tra le aziende medio-piccole come la STP Brindisi (32 esemplari tra 1ª e 2ª serie nelle versioni NU/LU/LS) più un certo numero d'interurbani LI/1. 31 esemplari, tutti della 3ª serie (precisamente, 18 NU e 13 LU), a gasolio, sono stati acquistati anche dalla Conerobus di Ancona, insieme anche a 9 filobus (6 della 2ª serie e 3 della 3ª serie), tutti e 9 LU. Anche nella città di Matera era presente in buon numero tra gli anni 90'e primi anni 2000 (ex Casam), con all'incirca 8 esemplari di 201/1 e 4 di 201/2.
Dopo il progressivo ritiro dal servizio, alcune vetture sono state conservate da privati come veicoli storici, mentre numerose vetture dismesse da ATM Milano e dall’AVT Varese hanno trovato impiego a Cuba come aiuti umanitari.